# Circunscripción electoral de Gran Canaria

Circunscripción de Gran Canaria
Cortes Generales* Senado: 3 senadores (de 266)Parlamento de Canarias* 15 escaños (de 70)Cabildo Insular de Gran Canaria* 29 escaños (de 29)

Gran Canaria es una circunscripción electoral española, utilizada como distrito electoral para el Senado, que es la Cámara Alta del Parlamento español. Se corresponde con la isla de Gran Canaria, que pertenece a Canarias, y elige 3 senadores.
Asimismo, Gran Canaria es una de las 8 circunscirpciones del Parlamento de Canarias para el que elige 15 diputados, y constituye la circunscripción única para la elección de los 29 miembros del Cabildo Insular de Gran Canaria.

## Ámbito de la circunscripción y sistema electoral
En virtud del artículo 69.3 de la Constitución Española de 1978 los límites de la circunscripción debe ser los mismos que los de la isla de Gran Canaria. El voto es sobre la base de sufragio universal secreto. En virtud del artículo 12 de la constitución, la edad mínima para votar es de 18 años.
En el caso del Senado, el sistema electoral sigue el escrutinio mayoritario plurinominal. Se eligen tres senadores y los partidos pueden presentar un máximo de dos candidatos. Cada elector puede escoger hasta dos senadores, pertenezcan o no a la misma lista. Los tres candidatos más votados son elegidos.

## Cabildo Insular de Gran Canaria

### Consejeros obtenidos por partido (1979-2023)
|                        | Partido Popular de Canarias         | PP de Canarias | 0  | 8  | 5  | 6  | 14 | 14 | 15 | 12 | 14 | 6  | 6  | 7  |
|                        | Partido Socialista Canario          | PSOE Canarias  | 3  | 12 | 9  | 12 | 6  | 5  | 7  | 12 | 7  | 5  | 8  | 8  |
|                        | Coalición Canaria                   | CCa            |    |    |    |    | 9  | 10 | 7  | 1  | 3  | 1  | 3  | 3  |
|                        | Nueva Canarias                      | NCa            |    |    |    |    |    |    |    | 4  | 5  | 9  | 8  | 8  |
|                        | Izquierda Unida Canaria             | IUC            |    |    | 2  | 5  | 0  | 0  | 0  | 0  | 0  | 0  | 0  | 0  |
|                        | Podemos Canarias                    | PODEMOS        |    |    |    |    |    |    |    |    |    | 4  | 2  | 0  |
|                        | Unidos por Gran Canaria             | UxGC           |    |    |    |    |    |    |    |    |    | 4  | 0  | 0  |
|                        | Vox                                 | VOX            |    |    |    |    |    |    |    |    |    | 0  | 0  | 3  |
|                        | Ciudadanos-Partido de la Ciudadanía | CS             |    |    |    |    |    |    |    |    |    | 0  | 2  | 0  |
|                        | Independientes                      | -              | 2  |    |    |    |    |    |    |    |    |    |    |    |
| Partidos desaparecidos |                                     |                |    |    |    |    |    |    |    |    |    |    |    |    |
|                        | Unión de Centro Democrático         | UCD            | 17 |    |    |    |    |    |    |    |    |    |    |    |
|                        | Centro Democrático y Social         | CDS            |    | 1  | 7  | 6  | 0  | 0  |    |    |    |    |    |    |
|                        | Unión del Pueblo Canario            | UPC            | 5  | 3  |    |    |    |    |    |    |    |    |    |    |
|                        | Asamblea Canaria                    | AC             |    | 3  | 3  |    |    |    |    |    |    |    |    |    |
|                        |                                     | PCL            |    | 3  |    |    |    |    |    |    |    |    |    |    |
|                        | Unión Canaria de Centro             | UCC            |    |    | 1  |    |    |    |    |    |    |    |    |    |
| Total                  | Total                               | Total          | 27 | 27 | 27 | 29 | 29 | 29 | 29 | 29 | 29 | 29 | 29 | 29 |

## Parlamento de Canarias

### Diputados obtenidos por partido (1983-2023)
|                        | Partido Popular de Canarias         | PP de Canarias | 5  | 3  | 3  | 7  | 7  | 8  | 7  | 8  | 4  | 3  | 4  |
|                        | Partido Socialista de Canarias      | PSOE Canarias  | 7  | 5  | 5  | 3  | 3  | 3  | 7  | 4  | 3  | 5  | 5  |
|                        | Coalición Canaria                   | CCa            |    |    |    | 5  | 5  | 4  | 1  | 1  | 1  | 2  | 1  |
|                        | Nueva Canarias                      | NC             |    |    |    |    |    |    |    | 2  | 4  | 3  | 3  |
|                        | Unidas Sí Podemos                   | USP            |    |    |    |    |    |    |    |    | 3  | 1  | 0  |
|                        | Izquierda Unida Canaria             | IUC            |    | 1  | 3  |    |    |    |    |    |    | 1  | 0  |
|                        | Vox                                 | VOX            |    |    |    |    |    |    |    |    | 0  | 0  | 2  |
|                        | Ciudadanos-Partido de la Ciudadanía | CS             |    |    |    |    |    |    |    |    |    | 1  |    |
| Partidos desaparecidos |                                     |                |    |    |    |    |    |    |    |    |    |    |    |
|                        | Centro Democrático y Social         | CDS            | 1  | 4  | 4  |    |    |    |    |    |    |    |    |
|                        | Asamblea Canaria Nacionalista       | ACN            |    | 2  |    |    |    |    |    |    |    |    |    |
|                        | Convergencia Canaria                | CC             | 1  |    |    |    |    |    |    |    |    |    |    |
|                        | Unión del Pueblo Canario            | UPC            | 1  |    |    |    |    |    |    |    |    |    |    |
| Total                  | Total                               | Total          | 15 | 15 | 15 | 15 | 15 | 15 | 15 | 15 | 15 | 15 | 15 |

## Senado

### Senadores obtenidos por partido (1977-2023)
| Candidatura            | Candidatura       | 1977 | 1979 | 1982 | 1986 | 1989 | 1993 | 1996 | 2000 | 2004 | 2008 | 2011 | 2015 | 2016 | 2019 (I) | 2019 (II) | 2023 |
| ---------------------- | ----------------- | ---- | ---- | ---- | ---- | ---- | ---- | ---- | ---- | ---- | ---- | ---- | ---- | ---- | -------- | --------- | ---- |
|                        | Partido Popular   |      |      | 1*   | 1*   | 1    | 2    | 2    | 2    | 2    | 1    | 2    | 2    | 2    | 1        | 1         | 1    |
|                        | PSOE              | 0    | 0    | 2    | 2    | 2    | 0    | 1    | 0    | 1    | 2    | 1    | 0    | 0    | 2        | 2         | 2    |
|                        | Coalición Canaria |      |      |      |      |      | 1    | 0    | 1    | 0    | 0    | 0    | 0    | 0    | 0        | 0         | 0    |
|                        | Nueva Canarias    |      |      |      |      |      |      |      |      |      | 0    | 0    | 0    | 1    | 0        | 0         | 0    |
|                        | Unidas Podemos    |      |      |      |      |      |      |      |      |      |      |      | 1    | 0    | 0        | 0         | 0    |
| Partidos desaparecidos |                   |      |      |      |      |      |      |      |      |      |      |      |      |      |          |           |      |
|                        | UCD               | 3    | 3    |      |      |      |      |      |      |      |      |      |      |      |          |           |      |
| Total                  | Total             | 3    | 3    | 3    | 3    | 3    | 3    | 3    | 3    | 3    | 3    | 3    | 3    | 3    | 3        | 3         | 3    |

- En las Elecciones generales de 1986, el Partido Popular se presentó como Coalición Popular (CP).